# Joseph Carruthers

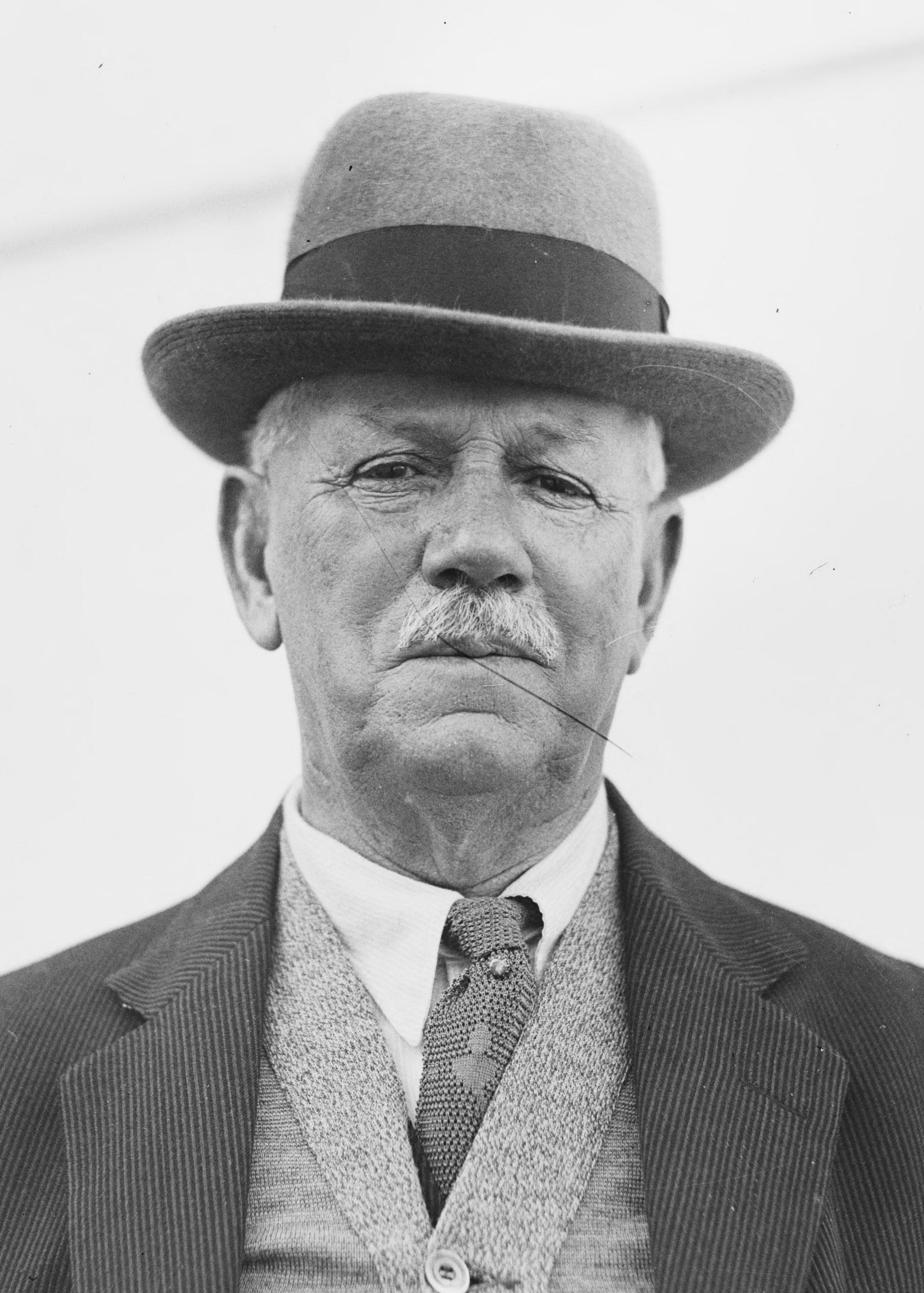
Joseph Carruthers (1931)

Sir Joseph Hector McNeil Carruthers, KCMG (* 21. Dezember 1857 in Kiama, New South Wales; † 10. Dezember 1932 in Waverley, New South Wales) war ein australischer Politiker der Free Trade Party und später der Liberal Reform Party, der unter anderem zwischen 1887 und 1932 Mitglied im Parlament von New South Wales war und von 1904 bis 1907 das Amt als Premierminister von New South Wales bekleidete.

## Leben

### Solicitor, Mitglied des Parlaments von New South Wales und Minister

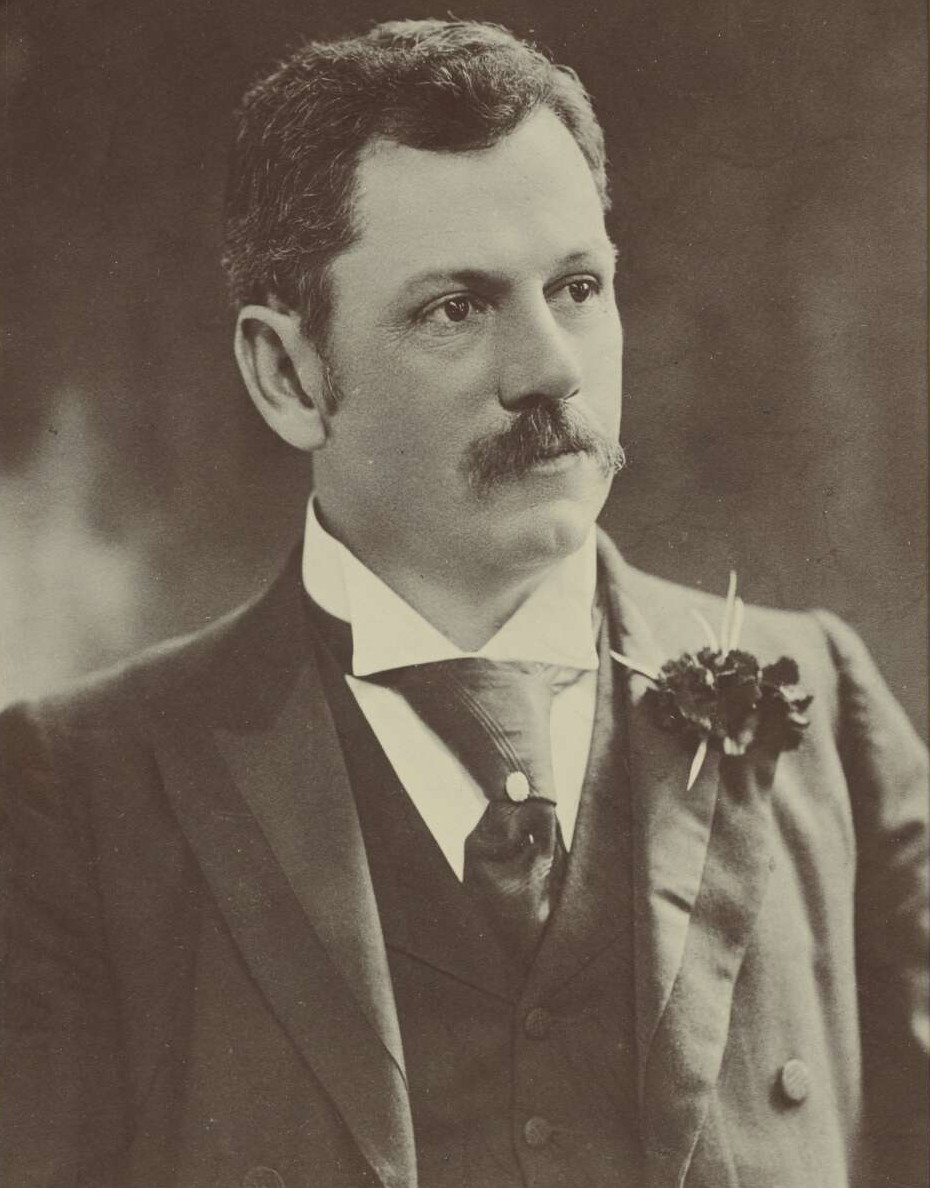
Joseph Carruthers (1898)

Joseph Hector McNeil Carruthers war der fünfte Sohn des aus Schottland eingewanderten Farmers John Carruthers und dessen Ehefrau Charlotte Prince. Er absolvierte seine schulische Bildung an der William Street School sowie der Fort Street school in Sydney und besuchte daraufhin das Internat an der von George Metcalfe geleiteten Goulburn High School. 1874 begann er ein grundständiges Studium an der Universität Sydney, welches er 1876 mit einem Bachelor of Arts (B.A.) beendete. Während seines Studiums gehörte er 1874 zu den Mitgründern der University Debating and Literary Society. Ein postgraduales Studium an der Universität Sydney schloss er 1878 mit einem Master of Arts (M.A.) ab und begann daraufhin eine anwaltliche Ausbildung in der Anwaltskanzlei von Andrew Hardie McCulloch, der zwischen 1877 und 1888 ebenfalls Mitglied im Parlament war. Nach Abschluss der Ausbildung und Zulassung als Solicitor am 28. Juni 1879 nahm er seine Tätigkeit als Rechtsanwalt auf. Bald darauf begann er in Grundstücke zu investieren und erwarb die Weidegrundstücke Jindabyne und Hiawatha in der Region Monaro sowie anderen Land- und Stadtbesitz.
Bei den Wahlen vom 12. Februar 1887 wurde Carruthers für die Free Trade Party erstmals Mitglied im Parlament von New South Wales und im Wahlkreis Canterbury, der damals vier Abgeordnete entsandte, als Bester mit 4.302 Stimmen (19,77 Prozent) zum Mitglied der Legislativversammlung (NSW Legislative Assembly) gewählt, dem Unterhaus des Parlaments gewählt. Er vertrat diesen Wahlkreis nach seinen Wiederwahlen am 2. Februar 1889, am 18. März 1889 und am 17. Juni 1891 bis zum 25. Juni 1894, wobei er bei der Nachwahl am 18. März 1889 ohne Gegenkandidaten und damit ohne formellen Wahlgang für gewählt erklärt wurde.
Am 8. März 1889 übernahm Carruthers sein erstes Regierungsamt und bekleidete im fünften Kabinett von Premier Henry Parkes, der ebenfalls zur Free Trade Party gehörte, bis zum 22. Oktober 1891 das Amt als Minister für öffentlichen Unterricht (Minister of Public Instruction). 1891 wurde er ferner Trustee des National Park. Bei der Wahl am 17. Juli 1894 wurde er im Wahlkreis St George mit 1.523 Stimmen (71,6 Prozent) erneut zum Mitglied der Legislativversammlung gewählt und vertrat diesen Wahlkreis nach seinen Wiederwahlen am 8. August 1894, 24. Juli 1895, 27. Juli 1898, 3. Juli 1901, 6. August 1904, 6. September 1904 und 10. September 1907 bis zu seinem Mandatsverzicht am 22. April 1908. Er wurde dabei bei den Nachwahlen am 8. August 1894 und 6. September 1904 wieder ohne Gegenkandidaten für gewählt erklärt und erzielte mit 82,68 Prozent bei der Wahl am 24. Juli 1895 sein bestes Ergebnis.
Carruthers bekleidete im Kabinett von Premier George Reid von der Free Trade Party zwischen dem 3. August 1894 und dem 3. Juli 1899 erst das Amt des Ministers für Ländereien (Secretary for Lands) und war danach vom 3. Juli 1899 bis zum Ende von Reids Amtszeit am 13. September 1899 Schatzmeister (Colonial Treasurer). 1899 wurde er ferner Trustee der Art Gallery of New South Wales. 1901 übernahm er als Nachfolger von Charles Lee die Funktion als Leader of the Liberal Reform Party und war damit bis zu seiner Ablösung durch Charles Wade Vorsitzender der Liberalen Reformpartei im Bundesstaat New South Wales.

### Premierminister von New South Wales und Vizepräsident des Exekutivrates

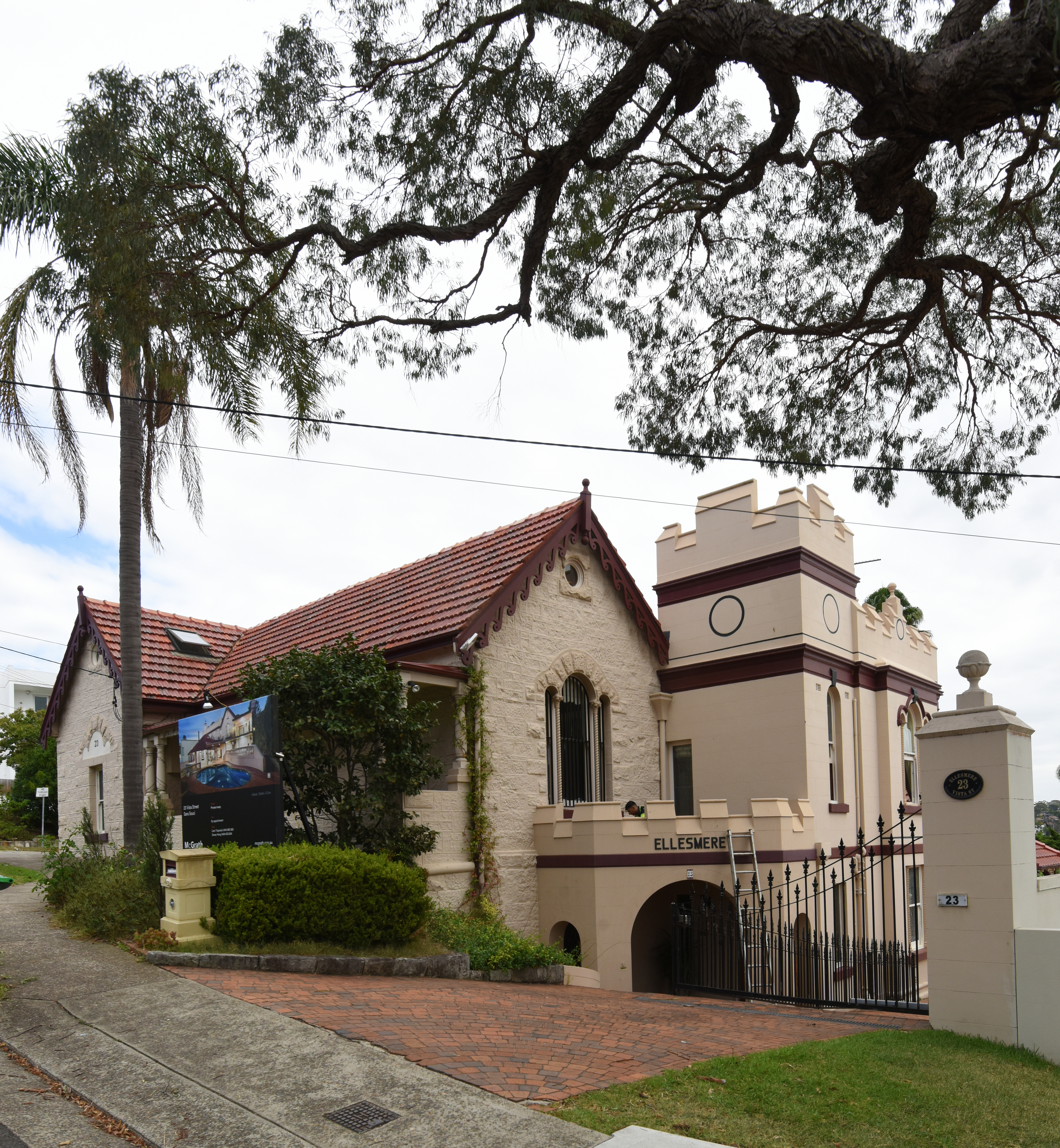
„Ellesmere“, das Haus von Carruthers in Sans Souci, einem Vorort von Sydney.

Als Nachfolger von Thomas Waddell von der Progressive Party übernahm Joseph Carruthers am 30. August 1904 schließlich selbst das Amt als Premierminister von New South Wales und hatte dieses bis zum 1. Oktober 1907 inne, woraufhin Charles Wade von der nunmehrigen Commonwealth Liberal Party auch hier seine Nachfolge antrat. In seinem Kabinett übernahm er zudem zwischen dem 30. August 1904 und dem 1. Oktober 1907 das Amt des Schatzministers. Während dieser Zeit engagierte er sich 1905 bei der Einführung des Empire Day, aus dem später der heutige Commonwealth Day hervorging. Er wurde ferner 1907 Präsident und Vorsitzender des Treuhandrates der New South Wales Cricket Association und bekam 1908 einen Ehrendoktortitel der Rechte (Honorary Doctor of Laws) von der University of St Andrews verliehen. Im Zuge der sogenannten „Birthday Honours“ wurde er am 26. Juni 1908 zum Knight Commander des Order of St Michael and St George (KCMG) geschlagen, so dass er fortan den Namenszusatz „Sir“ führte.
Nach seinem Ausscheiden aus Regierung und Legislativversammlung wurde Sir Joseph Carruthers gemäß dem Verfassungsgesetz (Constitution Act) am 7. Oktober 1908 zum Mitglied des Legislativrates (NSW Legislative Council) auf Lebenszeit ernannt und gehörte dem Oberhaus des Parlaments vom 28. Oktober 1908 bis zu seinem Tode am 10. Dezember 1932 an. Er war zwischen 1911 und 1932 Trustee des Versicherers Mutual Life and Citizens Assurance Company Limited und engagierte sich in zahlreichen Institutionen und Organisationen wie zum Beispiel als Präsident der Landwirtschaftskammer (New South Wales Chamber of Agriculture), als Vorsitzender des Treuhandgremiums der Cook Landing Site Kurnell Peninsula und als Senior Vizepräsident der Rugby Football Union (RFU). Weiterhin war er Direktor von Kembla Grange Racecourse Limited, Moorefield Racecourse Limited, Timor Oil Company, National Insurance Company, Mudgee Slate Company, Monaro Community Settlement Co-operative Society und Australia Widows’ Fund. Nach dem Ersten Weltkrieg beteilige er sich maßgeblich an der Million Farms-Kampagne und war Mitgründer der St George School of Arts sowie Mitglied der Royal Agriculture Society of New South Wales.
Im Kabinett von Premierminister George Fuller von der Nationalist Party of Australia, welches am 20. Dezember 1921 für nur wenige Stunden im Amt war, bekleidete er das Amt als Vizepräsident des Regierungsrates (Vice-President of Executive Council) und war zugleich als Representative of Government Repräsentant der Regierung im Legislativrat. Im zweiten Kabinett von Premierminister George Fuller fungierte er zwischen dem 13. April 1922 und dem 17. Juni 1925 noch einmal als Vice-President of Executive Council sowie in Personalunion als Representative of Government und erhielt zudem das Recht, den Ehrentitel The Honourable auf Lebenszeit zu führen. 1928 war er Vertreter Australiens bei den Feierlichkeiten zum 150. Jahrestag der Hawaii-Landung von James Cook.
Joseph Carruthers war zwei Mal verheiratet. Aus seiner ersten am 10. Dezember 1879 geschlossenen und 1895 geschiedenen Ehe mit Louise Marion Roberts, Tochter des Solicitor William Roberts, gingen Kinder hervor. Aus seiner zweiten am 15. Januar 1898 geschlossenen Ehe mit Alice Burnett, Tochter des Post-Superintendenten von Sydney Alexander Burnett, gingen drei Söhne und vier Töchter hervor.

## Veröffentlichung
- Captain James Cook Royal Navy. One hundred and fifty years after, 1930

## Hintergrundliteratur
- Beverly Earnshaw: One Flag, One Hope, One Destiny: Sir Joseph Carruthers and Australian Federation, 2000
- Michael Hogan: A lifetime in conservative politics. Political memoirs of Sir Joseph Carruthers, Sydney 2005